# Battaglia di Prosperous
La battaglia di Prosperous fu combattuta durante la rivolta irlandese del 1798 da un gruppo di ribelli irlandesi contro i soldati britannici di stanza nella guarnigione presente nel villaggio manifatturiero di Prosperous nella contea di Kildare.
L'attacco fu un successo per i ribelli che riuscirono a prendere di sorpresa e ad uccidere i soldati inglesi, ma ebbe come crudele rappresaglia il cosiddetto massacro di Dunlavin Green, in cui vennero uccisi sommariamente 34 sospetti ribelli irlandesi.